# Adolf Gwozdek
Adolf Gwozdek (ur. 6 czerwca 1941 w Strumieniu, zm. 21 listopada 2020 w Olsztynie) – polski grafik, malarz, profesor Uniwersytetu Warmińsko-Mazurskiego. Specjalizował się w grafice warsztatowej.

## Życiorys
Absolwent Uniwersytetu Marii Curie-Skłodowskiej w Lublinie, wydział Pedagogiki i Psychologii. Absolwent Uniwersytetu Mikołaja Kopernika w Toruniu, wydział Sztuk Pięknych. Odbył staże naukowe w Instytucie Pedagogiki Wyższej Szkoły Pedagogicznej w Kaposvár oraz na Wydziale Grafiki Warsztatowej Akademii Sztuk Pięknych w pracowni prof. Haliny Chrostowskiej. Doktorat w 1985 r. w Akademii Sztuk Pięknych w Warszawie, wydział Grafiki. Promotor: prof. Halina Chrostowska. Habilitacja w 1993 r. w Państwowej Wyższej Szkole Sztuk Plastycznych w Łodzi, wydział Grafiki. Promotor: prof. Leszek Rózga.
Przyczynił się do założenia pierwszych studiów wyższych z zakresu Wychowania Plastycznego w Olsztynie. Pełnił funkcję dziekana wydziału Nauk Humanistyczno-Społecznych WSP TWP w Olsztynie. Pełnił funkcję prodziekana na wydziale Pedagogiki i Wychowania Artystycznego Uniwersytetu Warmińsko-Mazurskiego w Olsztynie.

## Odznaczenia
- Złoty Krzyż Zasługi (1983)
- Medal Honorowy College of Communications Fine Arts, Bradley University (1996)
- Odznaka „Zasłużony Działacz Kultury” (1997)
- Odznaka honorowa „Zasłużony dla Warmii i Mazur” (1999)
- Medal Komisji Edukacji Narodowej (2003)

## Życie prywatne
Wraz z żoną Haliną wychowali dwóch synów – Krzysztofa i Michała.